# UEMOA Toernooi 2010
Het UEMOA Toernooi 2010 is het vierde toernooi van het UEMOA Toernooi. Het toernooi werd gehouden van 7 november tot en met 14 november 2010 in Niamey, Niger. Het thuisland won het toernooi door in de finale met 1–0 van Benin.

## Groepsfase

### Groep A
| Land          | Wed | Win | Gel | Ver | DV | DT | +/- | Pnt |
| ------------- | --- | --- | --- | --- | -- | -- | --- | --- |
| Niger         | 3   | 1   | 2   | 0   | 5  | 2  | +3  | 5   |
| Burkina Faso  | 3   | 1   | 2   | 0   | 5  | 3  | +2  | 5   |
| Togo          | 3   | 1   | 0   | 2   | 3  | 6  | –3  | 3   |
| Guinee-Bissau | 3   | 0   | 2   | 1   | 4  | 6  | –2  | 2   |

|                 |       |       |               |                                      |
| 7 november 2010 | Niger | 1 – 1 | Guinee-Bissau | Stade Général Seyni Kountché, Niamey |
| 7 november 2010 |       |       |               | Stade Général Seyni Kountché, Niamey |

|                 |              |       |      |                                      |
| 7 november 2010 | Burkina Faso | 2 – 0 | Togo | Stade Général Seyni Kountché, Niamey |
| 7 november 2010 |              |       |      | Stade Général Seyni Kountché, Niamey |

|                 |               |       |              |                                      |
| 9 november 2010 | Guinee-Bissau | 2 – 2 | Burkina Faso | Stade Général Seyni Kountché, Niamey |
| 9 november 2010 |               |       |              | Stade Général Seyni Kountché, Niamey |

|                 |       |       |      |                                      |
| 9 november 2010 | Niger | 3 – 0 | Togo | Stade Général Seyni Kountché, Niamey |
| 9 november 2010 |       |       |      | Stade Général Seyni Kountché, Niamey |

|                  |      |       |               |                                      |
| 11 november 2010 | Togo | 3 – 1 | Guinee-Bissau | Stade Général Seyni Kountché, Niamey |
| 11 november 2010 |      |       |               | Stade Général Seyni Kountché, Niamey |

|                  |       |       |              |                                      |
| 11 november 2010 | Niger | 1 – 1 | Burkina Faso | Stade Général Seyni Kountché, Niamey |
| 11 november 2010 |       |       |              | Stade Général Seyni Kountché, Niamey |

### Groep B
| Land      | Wed | Win | Gel | Ver | DV | DT | +/- | Pnt |
| --------- | --- | --- | --- | --- | -- | -- | --- | --- |
| Benin     | 2   | 2   | 0   | 0   | 4  | 1  | +3  | 6   |
| Ivoorkust | 2   | 1   | 0   | 1   | 3  | 3  | 0   | 3   |
| Senegal   | 2   | 0   | 1   | 1   | 1  | 2  | –1  | 1   |
| Mali      | 2   | 0   | 1   | 1   | 1  | 3  | –2  | 1   |

|                 |         |       |       |                                      |
| 8 november 2010 | Senegal | 0 – 1 | Benin | Stade Général Seyni Kountché, Niamey |
| 8 november 2010 |         |       |       | Stade Général Seyni Kountché, Niamey |

|                 |           |       |      |                                      |
| 8 november 2010 | Ivoorkust | 2 – 0 | Mali | Stade Général Seyni Kountché, Niamey |
| 8 november 2010 |           |       |      | Stade Général Seyni Kountché, Niamey |

|                  |           |       |       |                                      |
| 10 november 2010 | Ivoorkust | 1 – 3 | Benin | Stade Général Seyni Kountché, Niamey |
| 10 november 2010 |           |       |       | Stade Général Seyni Kountché, Niamey |

|                  |         |       |      |                                      |
| 10 november 2010 | Senegal | 1 – 1 | Mali | Stade Général Seyni Kountché, Niamey |
| 10 november 2010 |         |       |      | Stade Général Seyni Kountché, Niamey |

|                  |      |       |       |                                      |
| 12 november 2010 | Mali | 0 – 0 | Benin | Stade Général Seyni Kountché, Niamey |
| 12 november 2010 |      |       |       | Stade Général Seyni Kountché, Niamey |

|                  |         |       |           |                                      |
| 12 november 2010 | Senegal | 1 – 0 | Ivoorkust | Stade Général Seyni Kountché, Niamey |
| 12 november 2010 |         |       |           | Stade Général Seyni Kountché, Niamey |

## Finale
|                  |       |       |       |                                      |
| 14 november 2010 | Niger | 1 – 0 | Benin | Stade Général Seyni Kountché, Niamey |
| 14 november 2010 |       |       |       | Stade Général Seyni Kountché, Niamey |

| Winnaar UEMOA Toernooi 2010 |
| --------------------------- |
|                             |
| NIGER Eerste titel          |